# 似毛鳞蕨
似毛鳞蕨（学名：Tricholepidium maculosum var. subnormale）为水龙骨科毛鳞蕨属下的一个变种。